# Louis-Jacques Grossin de Bouville
Pour les articles homonymes, voir Grossin.
Louis-Jacques Grossin, seigneur de Bouville, est un homme politique français né le 21 septembre 1759 à Rouen et mort à Paris le 14 février 1838.

## Carrière
Quatrième enfant de la famille de Louis-François Grossin de Bouville (1712-1774) et d'Adélaïde-Louise Bulteau de Franqueville (1732-1770), il perdit sa mère en 1770 et son père en 1774. Ils reposent tous les deux dans l'église de Bouville située aujourd'hui en Seine-Maritime.
Il fut reçu conseiller-lay à 17 ans, le 12 aout 1777, au Parlement de Normandie. Le roi salua à cette occasion les services rendus par son grand-père Louis (1676-1753), Président de la Cour des Comptes et Aides et Finances de Rouen, et par son père Louis-François, Conseiller au Parlement de Normandie pendant plus de 30 ans. Le jeune comte de Bouville fut ensuite élu député de la noblesse au bailliage de Caux. L'année de la main levée de la garde noble, à la majorité requise par la coutume de Normandie, soit à 21 ans, Pierre Simon[Qui ?] fut nommé son agent d'affaires sur Bouville. Toujours célibataire, il entreprit de démolir en 1780 son vieux château de Bouville pour en construire un à la place, signé de l'architecte normand Jean-Guillaume Bernard Vauquelin et de style néo classique. Il offrit le domaine de Menneval à sa sœur Catherine (1760-1808) et vendit celui de Saint-Thurien. À la veille de la Révolution, son patrimoine foncier dépassait 1000 hectares de terre avec une cinquantaine de fermes, les châteaux de Bouville et de Franqueville, et un hôtel au 6 rue Saint-Lô à Rouen utilisé pendant les sessions de la Chambre. On évalua son actif net à plus de 1 000 000 de francs.
Le comte fut élu le 23 mars 1789 député de la noblesse aux États-Généraux par le bailliage de Caux. À l'origine plutôt modéré, il prit finalement le parti contre la Révolution et siégea au côté droit de l'Assemblée. Le 25 janvier 1790, il réclama à l'Assemblée la question préalable sur la motion de Robespierre en faveur de l'égalité politique. Il loua un appartement à Paris pour mieux remplir son mandat de député. Il proposa de nombreux textes à l'Assemblée nationale : le 5 février 1790, il proposa un amendement tendant à prouver qu'il n'était pas hostile à déclarer le montant des bénéfices. Il se résigna, après beaucoup d'autres nobles, le 8 février, à prêter le serment civique, non sans chercher à l'entourer de restrictions. Il écrivit un grand nombre de lettres imprimées dont un « Etat de la France » assez remarquable.
Intellectuel, romantique, aventurier célibataire, il rêva alors de voyages au « long cours », prenant même des dispositions, en 1790, pour partir dix ans avec un associé chirurgien nommé Thomas-Bernard Brocéro. Mais il émigra à Coblence en octobre 1791. Ses biens immobiliers furent confisqués et vendus. Il épousa Henriette Jurgy de la Varenne (1781-1841) à Mannheim en 1807 et revint à Rouen puis à Bouville. Élu maire de cette commune en 1808, le comte de Bouville reparut sur la scène politique nationale au retour de Louis XVIII comme député de la Seine-Inférieure, et comme vice-président de l'Assemblée nationale, parmi les ultras. Il prit souvent la parole à la tribune de 1816 à 1826, comme membre actif ultraroyaliste et publia de nombreuses brochures qui témoignent d'une culture dans de nombreux domaines.
Il est inhumé au cimetière du Montparnasse.